# RescEU CBRN-Dekontaminationskapazität

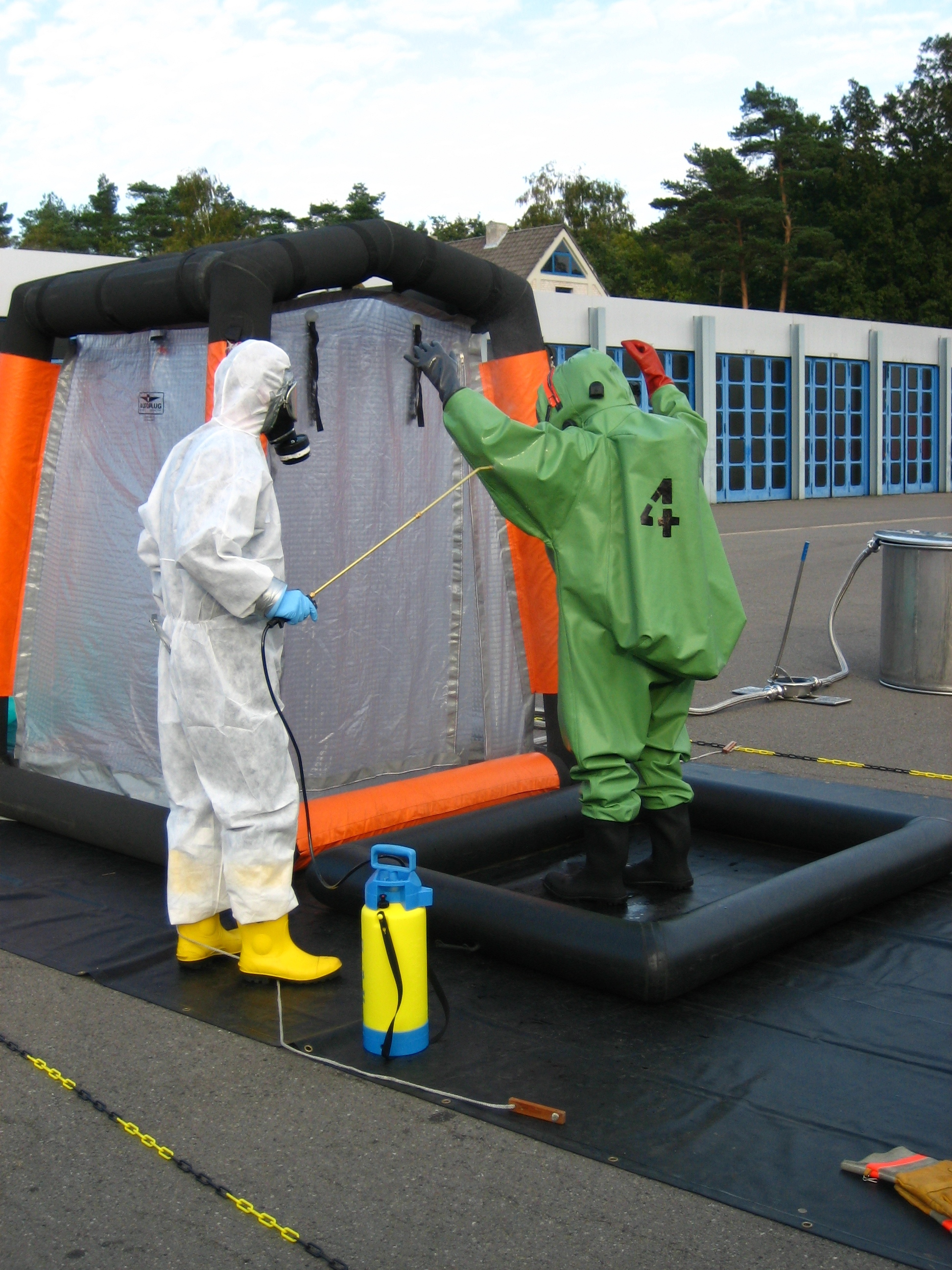
Desinfektion eines Chemikalienschutzanzug-Trägers nach Bio-Einsatz (Übung)

Das Ziel des Katastrophenschutz-Projekts rescEU CBRN-Dekontaminationskapazität ist es, vier modulare Einsatzeinheiten mit umfangreicher Dekontaminierungsausstattung zum ABC-Schutz in Deutschland zur Verfügung zu stellen.
Das Projekt rescEU wird mit Mitteln der Europäischen Union finanziert und von der Europäischen Kommission im Rahmen des EU-Zivilschutz-Mechanismus' geschaffen, um eine weitere Reserve im EU-Katastrophenschutzverfahren zu haben. Eine Teileinheit davon soll die rescEU CBRN-Dekontaminationskapazität darstellen, die mit 37,5 Mio. Euro gefördert wird. Hauptaufgabe wird es sein, Personen, Infrastruktur und Technik dekontaminieren zu können. Projektpartner sind das Bundesamt für Bevölkerungsschutz und Katastrophenhilfe (BBK), das Technische Hilfswerk (THW) und die Bundespolizei (BPOL). Die Gesamtprojektleitung liegt beim THW, die das Projekt bis September 2026 abgeschlossen haben will. 
Im Oktober 2024 sieht die Planung vor, etwa 300 Einsatzkräfte, die je ungefähr zur Hälfte von THW und BPOL stammen, zu schulen. Der Fahrzeugbedarf wird mit ca. 30 Lastkraftwagen und 30 weiteren Fahrzeugen wie Minibusse und Anhänger geschätzt. Im Oktober 2024 wurden die ersten fünf Lkw für die Einheit 1 übergeben. Derzeit sind drei Standorte vorgesehen, die in den Bundesländern Berlin/Brandenburg, Bayern und Nordrhein-Westfalen liegen sollen. 
Geplant sind vier spezialisierte Teileinheiten, eine Führungseinheit und eine Unterstützungseinheit:
- Führungseinheit
- Einheit 1 (THW) ist auf die Dekontamination von Infrastruktur spezialisiert. (Dekontamination von 6000 m² Straße/Weg pro Stunde oder 1000 m² Häuserfronten pro Stunde oder 200 m² Innenräume pro Stunde)
- Einheit 2 (THW) soll Fahrzeuge dekontaminieren (Dekontamination von  mindestens 20 Pkw und 10 Lkw (40 t) oder 40 Pkw pro Stunde)
- Einheit 3 (Bundespolizei) zur Dekontamination von Kleingeräten oder Paketen mit Beweismaterial und zur Unterstützung von forensischen Teams
- Einheit 4 (Bundespolizei) soll 200 ambulante Personen sowie 20 nicht ambulante Personen pro Stunde (inkl. Todesopfer) dekontaminieren[8]
- Unterstützungseinheit für Logistik, Versorgung und Autarkie